# Zeche Victoria (Lünen)
Die Zeche Victoria war ein Steinkohlebergwerk in Lünen-Nord, Westfalen. Das Bergwerk hatte eine über neunzigjährige Geschichte und war davon über 50 Jahre in Betrieb.

## Geschichte

### Planung
Die ersten Anfänge der Zeche Victoria liegen im 19. Jahrhundert. Im Jahr 1870 wurden durch die Gesellschaft Schlägel & Eisen im Raum (Alt-)Lünen-Wethmar die ersten Mutungsbohrungen erstellt. In den Jahren 1873 bis 1879 wurden insgesamt über zehn Grubenfelder auf Steinkohle und teilweise auch auf Erz verliehen. Im Einzelnen handelte es sich dabei um die Felder Schlägel & Eisen I, II, IV, VIII bis X, XVI, XVII, XX bis XXII. Noch im selben Jahr wurden die Felder unter dem Namen Victoria konsolidiert. Die gesamte Berechtsame umfasste zu diesem Zeitpunkt eine Fläche von 15,7 km2. Im Jahr 1907 wurde in Lünen-Wethmar mit den Teufarbeiten für den Schacht Victoria 1 begonnen. Im Jahr 1908 wurde mit den Teufarbeiten für Schacht 2 begonnen. Dieser als Wetterschacht geplante Schacht Victoria 2 wurde neben dem Schacht angesetzt. Am 7. März desselben Jahres wurde auf der außerordentlichen Generalversammlung der Harpener Bergbau AG beschlossen, sich an der Gewerkschaft Victoria zu beteiligen. Noch im selben Jahr wurden von Gewerkschaft Victoria 894 Kuxe erworben. Die restlichen Kuxe der Gewerkschaft Victoria wurden im Laufe der darauffolgenden Jahre erworben. Somit wurde die Zeche Victoria in den Besitz der Harpener Bergbau AG übernommen. Im Jahr 1909 erreichte der Schacht 1 bei einer Teufe von 434 Metern das Karbon. Noch im selben Jahr wurde bei einer Teufe von 518 Metern (- 460 m NN) die 1. Sohle, auch 520-Meter-Sohle genannt, angesetzt. Im Jahr 1910 wurde im Schacht 1 bei einer Teufe von 608 Metern (- 550 m NN) die 2. Sohle angesetzt. Noch im selben Jahr wurde im Schacht 2 die 2. Sohle angesetzt.

### Die ersten Betriebsjahre
Die Aufnahme der Förderung auf „Victoria“ erfolgte 1910. Schacht 1 wurde als Förderschacht und Schacht 2 als Wetterschacht eingesetzt. Beide Schächte waren mit einem Tomsonbock als Fördergerüst ausgestattet. Im Oktober des Jahres 1911 wurde eine Kokerei in Betrieb genommen. Im Jahr 1912 wurde ein neuer Vertrag über die Betriebsführung der Zeche Victoria geschlossen. Die Betriebsführung übernahm mit Wirkung des Vertrages als alleiniger Kuxeninhaber die Harpener Bergbau AG. Am 24. April des Jahres 1913 wurde die gesamte Berechtsame aufgeteilt in die Berechtsamen Victoria und Victoria Fortsetzung. Victoria umfasste eine Fläche von 8,8 km2 und Victoria Fortsetzung umfasste eine Fläche von 6,9 km2. Im Jahr 1919 wurde im Schacht 1 die 3. Sohle angesetzt. Noch im selben Jahr wurde von Schacht 1 aus begonnen, die Sohle, die sich bei einer Teufe von 759 Metern (- 701 m NN) befand, auszurichten. Am 11. September des Jahres 1923 kam es auf der Zeche Victoria zu einer Schlagwetterexplosion. Bei diesem Grubenunglück wurden 40 Bergleute getötet. Wenige Tage später verloren am 12. September bei einem Seilfahrtsunglück vier Bergleute ihr Leben. Im Jahr 1929 wurde der Schacht 2 bis zur 3. Sohle tiefer geteuft.

### Ausbau der Schachtanlage
Im Jahr 1931 wurde begonnen, das Feld Preußen I der bereits stillgelegten Zeche Preußen auszurichten, allerdings erfolgten im Anschluss an diese Arbeiten keine weiteren Aktivitäten in diesem Feld. Im Jahr 1940 wurde die Zeche Preußen I in Lünen-Gahmen mit dem Feld Preußen-Nord übernommen. Noch im selben Jahr wurde die Zeche von den Reichswerken Hermann Göring übernommen. Im Jahr 1941 wurden die Teilfelder Bochum Hermann, und Lippe übernommen. Die gesamte Berechtsame umfasste nun eine Fläche von 29 km2. Im Jahr 1944 wurde begonnen, die 4. Sohle über Gesenke auszurichten. Diese Sohle befand sich bei einer Teufe von 848 Metern (- 790 m NN) und wurde mittels Unterwerksbau erschlossen. Noch im selben Jahr kam es zu einem Fliegerangriff auf das Bergwerk. Bei diesem Luftangriff wurde eine Batterie der Kokerei durch Bomben so stark beschädigt, dass sie ausfiel. Im Jahr 1945 wurden bei einem weiteren Bombenangriff beide Schächte so stark beschädigt, dass die Förderung eingestellt werden musste. Auch die Kokerei wurde bei diesem Bombenangriff getroffen und eine weitere Batterie zerstört. Nach dem Ende des Zweiten Weltkrieges wurde die Steinkohlengewerkschaft von den alliierten Besatzungsmächten beschlagnahmt. Noch im selben Jahr wurde die Gewerkschaft umbenannt. Am 15. Juli des Jahres 1945 erfolgte die Umbenennung in Märkische Steinkohlegewerkschaft, Heessen (Westf.).

### Ausbau nach dem Zweiten Weltkrieg
Im Jahr 1946 gingen die Schächte 1 und 2 wieder in Betrieb, Hauptfördersohle wurde die 3. Sohle. Am 7. September des Jahres 1947 ereignete sich Übertage eine Kesselexplosion. Bei diesem Unglück kamen drei Mitarbeiter ums Leben. Gegen Ende desselben Jahres wurde die Kokerei wieder in Betrieb genommen. Im Jahr 1948 wurde bei einem Feldertausch das Feld Victoria-Fortsetzung-West von der Gebrüder Stumm GmbH erworben. Im Jahr 1949 wurde auf dem Bergwerk die erste Gaskohle aufgeschlossen. Im Jahr 1950 wurde Übertage eine Anlage zur Grubengasabsaugung errichtet. Im Jahr 1951 wurde die zwischen der 3. Sohle und der 4. Sohle bestehende Wetterverbindung erweitert. Außerdem wurde begonnen, das Kraftwerk weiter auszubauen. Im Jahr 1952 wurde eine neue Aufbereitungsanlage in Betrieb genommen. Im Jahr 1953 wurde begonnen, die 4. Sohle von Schacht 1 ausgehend weiter auszurichten. Im Jahr 1954 wurde begonnen, die Felder der Zeche Preußen zu sümpfen. Im darauffolgenden Jahr wurde begonnen, die Felder der Zeche Preußen aufzuwältigen. Die Schächte in Gahmen wurden umbenannt in Victoria 3 und Victoria 4. Es wurde beabsichtigt, den Schacht Victoria 3 als Wetterschacht und den Schacht Victoria 4 als Förderschacht einzusetzen. Im Jahr 1956 wurde Preußen I umbenannt in Victoria 3/4. Gegen Ende des Jahres 1956 wurde aufgrund eines langjährigen Rechtsstreites, den die Harpener Bergbau-AG geführt hatte, ein Vergleich geschlossen. Aufgrund dieses Vergleichs erhielt die Harpener Bergbau-AG die Zeche Victoria zurück und mit Wirkung vom 1. Januar des Jahres 1957 auch die Kuxe der Gewerkschaft Victoria-Fortsetzung. Im Jahr 1957 wurden die Schächte wieder instand gesetzt und es wurde begonnen, die Schächte tiefer zu teufen. Beide Schächte sollten bis zur 4. Sohle geteuft werden. Im Jahr 1958 wurde auf dem Betriebsteil 3/4 bei einer Teufe von 749 Metern (- 689 m NN) die neue 3. Sohle und bei einer Teufe von 839 Metern (- 779 m NN) die 4. Sohle angesetzt. Im Jahr 1959 wurde auf dem Baufeld 3/4 mit der Gewinnung begonnen. Die Förderung erfolgt über den Schacht 3 bis zur 3. Sohle, von dort wurde die abgebaute Kohle bis zum Betriebsteil 1/2 gefördert und dort nach Übertage gebracht.

### Die letzten Jahre bis zur Stilllegung
Im Jahr 1960 wurde die Kohlenförderung auf dem Betriebsteil 3/4 eingestellt. Im selben Jahr erhielt der Schacht 4 ein neues Stahlkastenstreben-Fördergerüst. Am 14. April desselben Jahres wurde die Kokerei stillgelegt. Im Jahr 1961 wurde auf dem Betriebsteil 3/4 mit der Seilfahrt begonnen. Im Jahr 1962 wurde auf dem Baufeld 3/4 ein Durchschlag mit der 5. Sohle der Zeche Gneisenau erstellt. Der Verbindungsquerschlag wurde als Victoria-Querschlag bezeichnet. Im Jahr 1963 wurde das Westfeld, einschließlich der Schächte 3 und 4, an die Zeche Gneisenau abgegeben. Nachdem im Jahr 1964 die Kohlenvorräte oberhalb der 4. Sohle abgebaut waren, wurde die Zeche Victoria stillgelegt. Am 1. April des Jahres 1964 wurde auch das Restfeld der Zeche Victoria von der Zeche Gneisenau übernommen. Das Baufeld 1/2 mit den Schächten 1 und 2 wurden zunächst als Stillstandsbereich von der Zeche Gneisenau geführt. Die Schächte Victoria 1, 2, 3 und 4 dienten aber weiterhin der Bewetterung. 1983 wurden die nicht mehr benötigten Schächte Victoria 3 und 4 verfüllt. Schacht 1 wurde im Jahr 1974 bis zur 10. Sohle Gneisenau tiefer geteuft und blieb auch nach der Übernahme des Baufeldes durch die Zeche Haus Aden offen für die Seilfahrt und die Bewetterung. Im Jahr 1998 wurden die Schächte Victoria 1 und 2 verfüllt.

## Förderung und Belegschaft
Die ersten Förder- und Belegschaftszahlen stammen aus dem Jahr 1910, in diesem Jahr wurden 21.380 Tonnen Steinkohle gefördert. Die Belegschaftsstärke lag bei 483 Beschäftigten. Im Jahr 1913 wurden mit 2626 Beschäftigten eine Förderung von 630.740 Tonnen Steinkohle erbracht. Im Jahr 1915 wurden 536.665 Tonnen Steinkohle gefördert, die Belegschaftsstärke lag bei 2116 Mitarbeitern. Im Jahr 1920 wurden bei einer Belegschaftsstärke von 2412 Mitarbeitern eine Förderung von 410.000 Tonnen Steinkohle erbracht. Im Jahr 1925 lag die Belegschaftsstärke bei 1971 Beschäftigten, die Förderung betrug 483.747 Tonnen Steinkohle. Im Jahr 1930 wurden 828.514 Tonnen Steinkohle gefördert, die Belegschaftsstärke lag bei 2683 Mitarbeitern. Im Jahr 1935 wurden 883.000 Tonnen Steinkohle gefördert, die Belegschaftsstärke betrug 2100 Beschäftigte. Im Jahr 1940 überstieg die Förderung auf dem Bergwerk zum ersten Mal die eine Million-Tonnen-Marke. In diesem Jahr wurden 1.097.760 Tonnen Steinkohle gefördert, die Belegschaftsstärke betrug 2714 Beschäftigte.
Im Jahr 1945 sank die Förderung ab auf 307.997 Tonnen Steinkohle, es waren noch 2288 Mitarbeiter auf dem Bergwerk beschäftigt. Im Jahr 1950 wurde eine Förderung von 984.000 Tonnen Steinkohle erreicht, die Belegschaftsstärke betrug 3520 Mitarbeiter. Im Jahr 1955 überstieg die Förderung auf dem Bergwerk erneut die eine Million-Tonnen-Marke. Mit 4055 Beschäftigten wurde eine Förderung von 1.224.000 Tonnen Steinkohle erreicht. Die maximale Förderung des Bergwerks wurde im Jahr 1956 erzielt. Mit 4175 Beschäftigten wurde eine Förderung von 1.276.900 Tonnen Steinkohle erreicht. Im Jahr 1960 wurden mit 2959 Beschäftigten eine Förderung von 972.650 Tonnen Steinkohle erzielt. Im Jahr 1963 waren noch 926 Bergleute auf dem Bergwerk beschäftigt, es wurden 830.580 Tonnen Steinkohle gefördert. Dies sind die letzten bekannten Förder- und Belegschaftszahlen.

## Heutiger Zustand
Die Tagesanlagen der Schachtanlage Victoria 1/2 wurden nach der Betriebsaufgabe im Jahr 1998 zum größten Teil abgerissen, die restlichen Bauwerke, unter anderem das Verwaltungsgebäude, fielen 2007 den Abrissbaggern zum Opfer. Heute sind von der Anlage nur noch die Parkplätze erkennbar. Den Standort der ehemaligen Schächten Victoria 1 und 2 markieren heute zwei Protegohauben, zudem wird auf dem Gelände eine Grubengas-Absauganlage zur Stromerzeugung betrieben.
Am Standort Victoria 3/4 (ehemals Preußen I) stehen an der Gahmener Straße noch Kauengebäude, Werkstatt und Lampenstube, die heute gewerblich genutzt werden. Seit 2010 betreibt die Minegas GmbH auf dem Gelände ebenfalls eine Grubengasgewinnungsanlage mit Stromerzeugung.
Für die Bergleute der Zeche Victoria wurde durch die Gewerkschaft Victoria Lünen eine Zechenkolonie errichtet, bestehend aus einer Beamten- und einer Arbeitersiedlung. Diese Victoria-Siedlung wurde in der Art einer Gartenstadt errichtet und ist bis heute erhalten, die Siedlung ist Teil der Route der Industriekultur.
Geplant ist vom Land NRW auf Teilen des brachliegenden Geländes bis 2025 die Errichtung einer Klinik für Forensische Psychiatrie.